# 赤と黒 (2010年のテレビドラマ)
『赤と黒』（あかとくろ、朝: 나쁜 남자）は、日本のNHKと韓国のSBS合作によるテレビドラマ。全17話。朝鮮語タイトル（ナップンナムジャ）は「悪い男」の意。

## 概要
NHK、アジア・コンテンツ・センター、そして韓国の番組制作会社であるグッドストーリーにより共同制作され、3社が諸権利を保有している。韓国国内ではSBSの毎週水曜日および木曜日のドラマ枠であるSBSドラマスペシャル (SBS 드라마 스페셜) にて、2010年5月26日から同年8月5日にかけて、日本国内ではNHK系列のBS局であるNHK BSプレミアムにて2011年9月4日から同月15日にかけて1日2話ずつ放送された。当初は全20話の予定であったが、撮影中に主演のキム・ナムギルが兵役のため降板したため17話に短縮された。
幼少時富豪の家に引き取られながら捨てられて施設で成長した男の、富豪一家への復讐の物語を軸とし、意図を知らぬまま彼と関わった上愛してしまう一家の姉妹の愛憎、彼に代わって一家に引き取られが息子として育てられるが、継母に蔑まれて育った男や、その男と勘違いして近づいてきた女との関わり、そしてビルから女性が転落死した事件を追う刑事との攻防が描かれている。

## 登場人物
| 俳優                         | 役名               | 作品中の設定等 |
| キム・ナムギル               | シム・ゴヌク       | スタントマン。かつて「ホン・テソン」としてホン一家に引き取られたがDNA型鑑定で血縁でないと判明し追い出された。ホン一家への復讐のため、素性を隠して一家に近づく。 |
| ハン・ガイン                 | ムン・ジェイン     | アートコンサルタントでシン夫人が経営するギャラリー勤務。上流階級への強い憧れからテソンに近づく。 |
| キム・ジェウク               | ホン・テソン       | ホン家の次男（庶子）で、ゴヌク（コヌク）が追い出された後にホン家に引き取られた。一家のトラブルメーカー的存在であり、家族から煙たがられている。後に彼も血縁でない事が継母であるシン夫人によって明かされる。 |
| オ・ヨンス                   | ホン・テラ         | ホン家の長女。突然現れたゴヌク（コヌク）に強い不信感を抱くが彼の態度により心を揺さぶられる。後に母の身勝手がゴヌク（コヌク）の人生を滅茶苦茶にしていた事を知り、母と決別することになる。 |
| チョン・ソミン               | ホン・モネ         | ホン家の次女。姉のテラ同様政略結婚をする予定で婚約者もいたが、ゴヌク（コヌク）に強く惹かれていく。 |
| チョン・ウィガプ             | ホン・テギュン     | ホン家の長男でヘシングループ本部長。後ゴヌク（コヌク）に株価の不正操作を行ったことを暴露され、父親の怒りを買う。 |
| チョン・グックァン           | ホン・ジョンス     | ヘシングループ会長。他の女性との間に生まれたテソンの事を内心気にかけているが、そのテソンが実は遥か昔に死んでいた事を知らなかった。後に脳梗塞を患い、不随の身となる。 |
| キム・ヘオク                 | シン・ミョンウォン | ホン・ジョンスの妻でヘシングループ創立者の孫。漢字表記は慎命元。ギャラリーを経営する。血のつながりのない息子テソンを激しく嫌っている。天井知らずのプライドを持ち、格下の相手を徹底的に見下しており、ヘシングループ会長の座を夫から奪い取り、かつゴヌク（コヌク）を抹殺すべく暗躍していた。また、本当のホン・テソンが既に故人である事も隠していた。 |
| キム・ミンソ                 | チェ・ソニョン     | テソンの元恋人。ゴヌク（コヌク）と同じ児童福祉施設で育った経験を持つ。マンションの屋上から転落死した。 |
| キム・ウンス                 | クァク班長         | 東部警察署刑事。ソニョンの転落事故を事件だと確信して捜査を続けているが、その過程でゴヌク（コヌク）の壮絶な過去と闇、そしてヘシングループの実態を知ることになる。 |
| チ・フ（クァク・チャンシン） | イ・ボム刑事       | 東部警察署の新人刑事。クァク班長と組んでソニョンの転落事故を追う。 |
| シム・ウンギョン             | ムン・ウォニン     | チェインの妹でゴヌク（コヌク）の友人でもある女子高生。割とませている。 |
| 豊原功補                     | 龍先生             | 日本在住のガラス工芸作家で「ガラスの仮面」の作者。 |

## 韓国国外での放送

### 香港
BS局・TVBペイヴィジョン (無綫收費電視) にて、2011年5月7日から放送された。Bad Boyのタイトルが用いられた。

### 日本
NHKのBS局であるBSプレミアムで、2011年9月4日から15日までは22:00-24:00まで字幕版放送が行われ、同年10月7日より2012年2月3日までの毎週金曜夜22:00-23:00に日本語吹替版が放送された。また2012年9月4日より地上波局であるNHK総合の毎週火曜日深夜のミッドナイトチャンネル枠・0:25-1:25（序盤3回は0:55-1:55）で同様に日本語吹き替え版で連続放送されている。
吹替版の声の出演は以下の通り:
- シム・ゴヌク: 神尾佑
- ムン・ジェイン: 根谷美智子
- ホン・テソン: 中川慶一
- ホン・テラ: 藤本喜久子
- ホン・モネ: 木下紗華
- ホン・テギュン: 加藤亮夫
- ホン・ジョンス: 楠見尚己
- シン・ミョンウォン: 唐沢潤
- チェ・ソニョン: 村井かずさ
- クァク班長: 岩崎ひろし
- イ・ボム刑事: 三上哲
- ムン・ウォニン: うえだ星子

また主題歌については日本語版のみ、ラムジの楽曲「好きだから」が用いられた。

### 台湾
CS局・八大電視にて、2011年10月5日より放送されている。タイトルは愛上壊男人が用いられている。

## 関連商品

### DVD
ポニーキャニオンより、2011年12月にDVD-BOXとブルーレイBOXが発売予定である。全2巻。

### ガイドブック
共同通信社より公式ガイドブックが2011年10月に出版された。

### サウンドトラック
ポニーキャニオンより2010年10月に発売された。

### 漫画作品
『悪いキス』の題名で、高口里純によって2015年から2017年まで『女性セブン』にて漫画連載された。舞台を日本に変更しアレンジを加えられている。
当初、電子書籍のみでの販売だったが、紙での購入希望が多かったため書誌化された。

#### 電子書籍
- 『悪いキス』全6巻
  - 小学館eコミックストア『悪いキス』

#### 書誌情報
高口里純『悪いキス ワイド版』〈小学館・フラワーコミックスαスペシャル〉全3巻
1. 2017年3月10日発売、ISBN 978-4-091-39268-8
2. 2017年5月10日発売、ISBN 978-4-091-39386-9
3. 2017年7月10日発売、ISBN 978-4-091-39509-2

##### 書誌情報出典
- 小学館コミック内のページ
  - 悪いキス ワイド版 １
  - 悪いキス ワイド版 ２
  - 悪いキス ワイド版 ３